# Jungle (音樂)
丛林音乐（英语：Jungle music），是一种融合了包括碎拍硬核、雷鬼音乐、回响音乐、舞場雷鬼等其他类型的电子音乐。它是被统称为「丛林音樂」的一个亚种。音乐速度（BPM）较快（每分钟150—170拍）的碎拍与高度切分的打击乐片段，以及采样和合成效果的大量使用是丛林舞曲最易识别的特点。小鼓敲打滚动也十分常见。
虽然两种音乐派别是否相同的问题，受到广大音乐爱好者的争论，但丛林舞曲和鼓打贝斯两種詞彙仍然被交替使用。有人认为鼓打贝斯是在九零年代中期从丛林舞曲中分离出去的一个类型。制作人以分离碎拍的方式创作出通常不合拍的鼓点序列，最著名的为阿门间奏。丛林舞曲制作人融合了经典牙买加与加勒比声音系统的制作方法，如：加入厚重缓慢的低音线与简单的旋律（类似于雷鬼音乐、回响音乐、舞場雷鬼）。在制作过程中被强调处理方式，赋予丛林舞曲“滚动”（rolling）的特点。

## 历史

### “叢林”词源
在对为什么用“叢林”指稱這種音乐的问题上是有争议的。它的出现到目前的电子音乐圈音乐爱好者的视野中，大致可以追溯到1970年代早期牙买加誦讀音樂，即现代嘻哈麦克风的掌控者 （MC）的前身使用的串词。从那时起，在雷鬼、回响音乐、舞场雷鬼等类型的音乐歌词中，都可以找到「叢林」、「叢林音樂家」和「叢林音樂」等用語。
“丛林音乐”也被用于描述艾灵顿公爵在二十世纪二十年代至三十年代的作品。艾灵顿公爵的乐队采用非洲鼓乐演奏出具有节奏性的异域声响，并因此宣传为“丛林音乐”或“丛林的声音”，乐队在传单上也通常被称为“叢林樂隊”。
有人提出叢林音樂家的原文“Junglist”指的是“住在被称为‘钢筋丛林’的牙买加京斯敦贫民区的人；或是住在另一个被称为“花園”的綠意濃密，俗称“叢林”郊区的人”。
叢林第一次有记录的使用，是出现在制作人雷貝爾·MC的一首歌裡，在一段摘取自较老的舞場雷鬼曲目中包含歌词“alla the junglists”。由于英国黑人青年首先推动了早期丛林与鼓打贝斯乐的发展，人们一度争论“叢林”这个词是否为针对肤色明显较黑、受雷鬼音乐影响粉丝的种族歧视指称。
丛林乐与嘻哈乐有一些相同的特点。首先，两个流派通常都被称为“黑人音樂”。丛林乐流行起来时，受到和嘻哈乐一样的批评，由于过于黑暗与悲观、美化暴力与帮派文化，并只强调节奏；两个流派都采用相同类型的设备制作：采样器、鼓机、麦克风和音序器；都包含了相同的主要组成部分，包括“节奏复杂程度，细微变换后的反复，鼓的重要性，低音的旋律特点与碎拍在音高和时间上的变化”。
一些早期支持者喜欢将“叢林”元素定义为代表更深沉黑暗的厚重鼓和贝斯，而另一些则将其视为部落打击乐与简洁性的结合。九十年代早期的制作人和DJ，包括MC5個0（MC 5ive '0）、葛魯夫連結（Groove Connection）和金斯利·羅斯特（Kingsley Roast）将“丛林”的词源与莫斯（Moose）、桑德曼（Soundman）和強尼叢林（Johnny Jungle）等前驱者的音乐结合起来。

### 社会文化背景
叢林作为一种伦敦下层阶级青年人的文化表现形式的出现。在九十年代早期，后撒切尔时代的英国让很多城市居民，特别是年轻黑人在被剥夺选举权后，对破碎的社会结构幻想破灭。产生于对社会经济不稳定的焦虑和在音速流动的兴奋节奏与扭曲碎拍中转化为一种漠不关心的“战士姿态”。碎拍和切分的大量使用吸引黑人青年进入锐舞文化，并产生了丛林音乐。
丛林音乐“节奏作为旋律”的特点扭转了在西方音乐界“旋律胜过节奏”的统治地位，反过来增加了它的极端特色。

### 带“叢林”特点音乐的出现
1992年夏天，一个叫做“雷吉”（Rage）的伦敦星期四晚俱乐部为应对锐舞文化的商业化而开始改变演出形式。其中，驻场DJ費比歐与葛魯弗萊德，开始将碎拍硬蕊推向新台阶。音乐的速度从120bpm增加到145bpm，同时雷鬼和舞場雷鬼的元素被引入，鐵克諾、迪斯可与浩室的影响逐渐减少。
乔吉奥·莫罗德尔以歐式迪斯可的形式来简化节奏被叢林音樂的发展逆转。迪斯可与浩带来的恍惚与安全感被破环性节拍的急躁危险感代替。由于速度变快很难被混音至传统的锐舞音乐，由此产生了一个新分支。当硬蕊失去4/4拍节奏，仅仅以切分开的碎拍作为打击乐元素，人们就开始使用用“叢林”，“叢林樂者”，“叢林主義”这些词语来描述该音乐。这些变化体现在1992年底至1993年初发行的曲目名里。
“雷吉”俱乐部最终在1993年关门，但衍生出大量丛林音乐制作人，迫使舞蹈形式向更高速的音乐形式发生转变；这些制作人喜欢不合拍的节奏，对锐舞时代的毒品依赖程度减少。
丛林音乐中，一段广泛采用并容易识别的碎拍是“艾門碎拍”。这段军鼓铙钹序列首先出现在溫斯頓樂團1969年的单曲《艾門，兄弟》裡，在从此被切分，循环播放并重混入许多丛林音樂曲目的鼓点中。

### 碎拍“科学”
叢林音樂的成熟与电脑音乐制作的简易化密切相关。电脑制作允许节拍被分离，处理后重新排列，复杂程度得以增加。制作人开始从无到有一丝不苟地制作节拍，粘贴不同的单鼓点采样。同时碎拍通过诸如时间延伸／压限、音调升降、幽灵与迷幻风格等数码效果处理后变得古怪多彩。多重节拍带来的“节奏迷幻”引发了听众和舞者生理上与心理上的迷幻感。旋律性结构性的低音部分使丛林音樂与通常具有很强节拍脉冲感的主流舞曲区分开来。

### 高潮
叢林音樂在1994和1995年到达了流行程度的巅峰，在此时期催生了许多英国榜单前四十的热门单曲，在鐵克諾遊行上也有热忱粉丝搭乘的愛情花車，伴有一系列的CD合集发行。在这段时期的尾声，大多数制作人开始在音乐中引进新的影响，最后逐渐演变为人们熟知的鼓打贝斯(drum and bass)。

### 衰退
1996年与1997年出现了一批受雷鬼影响较小的音乐，呈现出更黑暗、颗粒感更严重、听觉上更凶险的音乐景象。受嘻哈乐与爵士乐影响的曲目充斥着这个时期的俱乐部。迪林雅、羅尼·塞絲、DJ黛、DJ海普、DJ辛克、路克·路庫斯与庫魯斯特在这段从叢林音樂到鼓打貝斯的转换期中的作品都属于纯器乐的创作。到了1998年底，这个流派已经与早前表现出的音乐面貌有显著不同。

### 今天的丛林音乐
“丛林音乐”经常被用作鼓打贝斯的同义词，但也有不同观点认为“丛林音乐与鼓打贝斯完全不同”。
在一些繁荣的地下运动中，有些最初的丛林音乐制作人（尽管现在创作主流鼓打贝斯），也注意到人们对早期丛林音乐重新表现出的热情。北美2001年雷鬼丛林乐的复兴见证了新人出现与火炬的传递。克林雅、R可樂与洽普史提克·杜普雷特更因将“丛林化”的经典雷鬼曲目（有时让原艺人重新演唱）重新制作而推动了音乐的发展。
在英国，从林乐尽管仍然处于地下的状态中，但在向叢林舞曲 (致敬的俱乐部夜晚里，可以见到它与更现代化的鼓打贝斯和迴響貝斯一起繁荣发展的场景。许多最初推动流派发展的著名DJ如雷·凱斯、葛爾迪、LTJ布肯姆、貝·B·肯尼、雷貝爾·MC、迪林雅、多姆與羅蘭、雷馬克、肯尼·肯、多克·史考特与史利普麥特等人，至今还在国际间巡演，播放1993至1999年制作的丛林音乐。
害羞FX是“原始努塔”（Original Nuttah）的制作人，最近建立了數位聲音男孩（Digital Sound Boy）厂牌。加拿大厂牌叢林探險（JungleXpeditions）也以出品现代鼓打贝斯结构混以雷鬼人声为特色的曲目著称。雷鬼人声与叢林音樂元素不断地出现在鼓打贝斯制作人或厂牌的作品中，特别是True Playaz；近几年带有人声的制作呈复兴态势。
流行的现代鼓打贝斯艺术家如威爾金森、薩布·福克斯、追逐與狀態与西格瑪通常在其音乐采用叢林音樂元素，被称为“未来的丛林音樂”。
在东欧，也有一股丛林乐在导向的地下运动，包含与英国九十年代锐舞时代类似的服饰文化。尤其像保加利亚，叢林音樂也有复苏的趋势。
盧迪曼托组合两次达到英国单曲榜第一名，其音乐采用了叢林音樂和碎拍元素。範例2014年发行的新专辑《Live Life Living》，包含了叢林音樂和其他90年代舞曲与锐舞流派的元素。

## 亚类
叢林音樂的亚类包括： 
- 暗核（英语：Darkcore）：1992年起源时被称为硬核叢林音樂，这类叢林音樂偏重器乐并注重于“黑暗”感和极简（minimal）感。(1993-1994) [11]
- 智慧叢林音樂：注重于反映情绪的氛围音乐，采用合成等制作技术。（1993至今）
- 拉賈叢林音樂（英语：Ragga Jungle）：受牙买加雷鬼影响（从1990至今）并常伴有MC说唱舞場雷鬼风格的歌词。[11]